# ناحیه فال لیک، شهرستان لیک، مینه سوتا
ناحیه فال لیک (به انگلیسی: Fall Lake Township) یک منطقهٔ مسکونی در ایالات متحده آمریکا است که در شهرستان لیک، مینه‌سوتا واقع شده‌است.
 ناحیه فال لیک ۱٬۵۲۱٫۲ کیلومتر مربع مساحت و ۵۸۴ نفر جمعیت دارد و ۴۳۴ متر بالاتر از سطح دریا واقع شده‌است.